# Chwalęcice (województwo lubuskie)
Chwalęcice (niem. Heinersdorf) – wieś w Polsce, położona w województwie lubuskim, w powiecie gorzowskim, w gminie Kłodawa.
W latach 1975–1998 miejscowość administracyjnie należała do województwa gorzowskiego.
31 grudnia 1961 i 1 sierpnia 1977 część Chwalęcic włączono do Gorzowa Wielkopolskiego.
Wieś połączona jest z Gorzowem Wielkopolskim linią MZK:
- 111 na trasie:Śląska – Pole Golfowe – Chwalęcice